# Diecéze pontoiská
Diecéze pontoiská (lat. Dioecesis Pontisarensis, franc. Diocèse de Pontoise) je francouzská římskokatolická diecéze. Leží na území departementu Val-d'Oise, jehož hranice přesně kopíruje. Sídlo biskupství i katedrála Saint-Maclou de Pontoise se nachází ve městě Pontoise. Diecéze je součástí pařížské církevní provincie.
Od 31. ledna 2013 je diecézním biskupem Mons. Stanislas Lalanne.

## Historie
Biskupství bylo v Pontoise zřízeno 9. října 1966, vyčleněním území z versailleské diecéze.
Následkem reformy pařížského regionu v roce 1964 bylo v roce 1966 rozhodnuto sjednotit hranice provincie s pařížským regionem: provincie si ponechala svou dosavadní rozlohu, ale biskupství vznikla v každém nově zřízeném departementu.
Diecéze je sufragánem pařížské arcidiecéze.